# Хиперболоид
 Хиперболоид  је површ другог реда у {\displaystyle \mathbb {R} ^{3}}, задата једначинама
- {\displaystyle {\frac {x^{2}}{a^{2}}}+{\frac {y^{2}}{b^{2}}}-{\frac {z^{2}}{c^{2}}}=1\quad } (једнограни)
- {\displaystyle {\frac {x^{2}}{a^{2}}}+{\frac {y^{2}}{b^{2}}}-{\frac {z^{2}}{c^{2}}}=-1\quad } (двограни)

Када је {\displaystyle a\neq b}, овакве површи се називају још и елиптички хиперболоиди.
Када је {\displaystyle a=b}, хиперболоид представља ротациону површ. Једнограни ротациони хиперболоид се може добити ротацијом хиперболе око симетрале дужи која спаја жиже, док двограни ротациони хиперболоид настаје ротацијом хиперболе око праве која пролази кроз жиже.

## Канонска једначина

### Једнограни хиперболоид
Ако се за директрисе узму хиперболе одређене једначинама
{\displaystyle {\frac {x^{2}}{a^{2}}}-{\frac {z^{2}}{c^{2}}}-1=y=0},
{\displaystyle {\frac {y^{2}}{b^{2}}}-{\frac {z^{2}}{c^{2}}}-1=x=0},
њихов пресек са равни {\displaystyle z=\gamma } су елипсе које се називају генератрисе. Скуп ових елипси чини једнограни хиперболоид.
За тачке генеришућих елипси
{\displaystyle {\frac {x^{2}}{\alpha ^{2}}}+{\frac {y^{2}}{\beta ^{2}}}-1=z-\gamma =0},
{\displaystyle {\frac {\alpha ^{2}}{a^{2}}}-{\frac {\gamma ^{2}}{c^{2}}}=1} и
{\displaystyle {\frac {\beta ^{2}}{b^{2}}}-{\frac {\gamma ^{2}}{c^{2}}}=1}
елиминацијом параметара {\displaystyle \alpha ,\beta ,\gamma } добија се канонска једначина једнограног хиперболоида
{\displaystyle {\frac {x^{2}}{a^{2}}}+{\frac {y^{2}}{b^{2}}}-{\frac {z^{2}}{c^{2}}}=1}

### Двограни хиперболоид
Ако се за директрисе узму хиперболе одређене једначинама
{\displaystyle {\frac {z^{2}}{a^{2}}}-{\frac {x^{2}}{c^{2}}}-1=y=0}
{\displaystyle {\frac {z^{2}}{b^{2}}}-{\frac {y^{2}}{c^{2}}}-1=x=0}
и исте елипсе као за једнограни хиперболоид, аналогним поступком добија се канонска једначина двограног хиперболоида
{\displaystyle {\frac {x^{2}}{a^{2}}}+{\frac {y^{2}}{b^{2}}}-{\frac {z^{2}}{c^{2}}}=-1}.

## Параметарске једначине

### Једнограни хиперболоид
Ако се као параметри узму {\displaystyle u\in [0,2\pi )} и {\displaystyle v\in \mathbb {R} } онда се једнограни елиптички хиперболоид може параметризовати на више начина:
{\displaystyle x(u,v)=a{\sqrt {1+v^{2}}}\cos u},
{\displaystyle y(u,v)=b{\sqrt {1+v^{2}}}\sin u},
{\displaystyle z(u,v)=cu}
или
{\displaystyle x(u,v)=a\cosh v\cos u},
{\displaystyle y(u,v)=b\cosh v\sin u},
{\displaystyle z(u,v)=c\sinh v}
или
{\displaystyle x(u,v)=a(\cos u\mp v\sin u)},
{\displaystyle y(u,v)=b(\sin u\pm v\cos u},
{\displaystyle z(u,v)=\pm cu}.
У случају кад је {\displaystyle a=b} други наведени начин параметризације реализује једнограни хиперболоид ротацијом хиперболе, а трећи праве око {\displaystyle z} осе.

### Двограни хиперболоид
Параметарска једначина двограног елиптичког хиперболоида је:
{\displaystyle x(u,v)=a\sinh v\cos u},
{\displaystyle y(u,v)=b\sinh v\sin u},
{\displaystyle z(u,v)=\pm c\sinh v}, где {\displaystyle u\in [0,pi)} и {\displaystyle v\in \mathbb {R} }.

## Уопштење канонске једначине
Хиперболоид са центром у тачки {\displaystyle \mathbf {c} }, произвоњне оријентације, дефинише се једначином
{\displaystyle (\mathbf {x} -\mathbf {c} )^{T}A(\mathbf {x} -\mathbf {c} )=1},
где су {\displaystyle \mathbf {x} } и {\displaystyle \mathbf {c} } вектори димензије 3x1, а матрица {\displaystyle A} је димензија 3x3 и мора бити регуларна{\displaystyle (detA\neq 0)} и симетрична{\displaystyle (A=A^{T})}.
Сопствени вектори матрице {\displaystyle A} дефинишу усмерење хиперболоида, а сопствене вредности {\displaystyle A} су реципрочне вредности квадрата полуоса:{\displaystyle {\tfrac {1}{a^{2}}},{\tfrac {1}{b^{2}}},{\tfrac {1}{c^{2}}}}.

## Особине
Кружни једнограни хиперболоид је ротациона површ и може се добити ротацијом хиперболе око споредне полуосе. Ротацијом хиперболе око главне полуосе се добија двограни хиперболоид, који се још може описати као скуп тачака {\displaystyle P} таквих да је {\displaystyle |F_{1}P-F_{2}P|=const.}, где су {\displaystyle F_{1}} и {\displaystyle F_{2}} жиже хиперболоида.
Кружни једнограни хиперболоид се такође може добити и ротацијом праве око полуосе, што значи да је он праволинијска површ, односно да се кроз сваку тачку на њему може наћи права која у потпуности припада хиперболоиду. Штавише, кроз сваку тачку на хиперболоиду се могу наћи две овакве праве.
У каконској једначини, променом вредности {\displaystyle a,b,c}, хипербола се истеже у правцу одговарајућих оса. Најдрастичнија промена изгледа хиперболе се добија мењањем вредности параметра {\displaystyle c}, чијим се повећавањем добија "стрмија" хипербола, док је за промену {\displaystyle a} и {\displaystyle b} супротно.
Гаусова кривина једнограног хиперболоида имплицитно је дата формулом:
{\displaystyle K(x,y,z)=-{\frac {a^{2}b^{6}c^{6}}{(b^{4}c^{4}+a^{2}c^{4}y^{2}-b^{2}c^{4}y^{2}+a^{2}b^{4}z^{2}+b^{4}c^{2}z^{2})^{2}}}},
а Гаусова кривина двограног хиперболоида:
{\displaystyle K(x,y,z)={\frac {a^{2}b^{6}c^{6}}{(b^{4}c^{4}-a^{2}c^{4}y^{2}+b^{2}c^{4}y^{2}-a^{2}b^{4}z^{2}-b^{4}c^{2}z^{2})^{2}}}},
где су {\displaystyle a}, {\displaystyle b} и {\displaystyle c} полуосе.
Иако је Гаусова кривина двограног хиперболоида позитивна, одабиром погодне метрике он може бити модел хиперболичке геометрије.

## Пресек са равни

### Једнограни хиперболоид
Пресек једноградног хиперболоида и равни може бити:
- Хипербола
- Парабола
- Елипса
- Две праве које се секу
- Две паралелне праве

### Двоограни хиперболоид
Пресек двограног хиперболоида и равни може бити:
- Хипербола
- Парабола
- Елипса
- Празан скуп

## У просторима димензије веће од три
У математици виших димензија се често помињу имагинарни хиперболоиди. Ако се посматра псеудо-Еуклидски простор и полином
{\displaystyle p(x)=(x_{1}^{2}+\cdots +x_{k}^{2})-((x_{k+1}^{2}+\cdots +x_{n}^{2}))}, за {\displaystyle k<n},
део простора {\displaystyle \{x|p(x)=c\}}, где је {\displaystyle c} константа, назива се хиперболоид.
Такође се овакви хиперболоиди називају и квази-сфере због сличности између сфере и хиперболоида.

## Примена у грађевини
Због особине да је једнограни хиперболоид праволинијска површ, могуће је направити грађевину овог облика помоћу равних металних шипки, док је за већину грађевина које имају закривљену структуру потребно правити закривљене градивне елементе што је далеко компликованије у смислу прецизности.
Ово својство заједно са негативном Гаусовом кривином омогућава хиперболоидним грађевинама да буду стабилније и отпорније у односу на равне грађевине.
Оваква структура има доста неискористивог простора па се зато углавном користи за конструкцију торњева за хлађење, водених торњева, грађевина које треба да држе велику масу или ради естетике.